# Автлесбий
Автлесбий — фракийский правитель, упоминаемый в связи с событиями Третьей Македонской войны 171—168 годов до н. э.
О «фракийском царьке» Автлесбии известно только из «Истории от основания города» Тита Ливия. Как отметил болгарский учёный Й. Илиев, имя этого правителя нехарактерно для Фракии, поэтому, возможно, в тексте античного источника имеется неточность. Среди исследователей отсутствует единство в определении локализации владений Автлесбия. Так, В. В. Абрамова считала его царём астов, И. Тодоров — сапеев, Ю. Кабакчиев — кенитов. По замечанию Й. Илиева, Автлесбий правил в землях Восточной Фракии.
Во время Третьей Македонской войны Автлесбий вместе с стратегом пергамского царя Эвмена II Коррагом напал на одного из самых верных союзников Персея Котиса IV и захватил область Марену. Поэтому Персей, вознаградив, отпустил Котиса для защиты его собственных владений. Дальнейшие последствия этого столкновения на взаимоотношения Автлесбия и Котиса неизвестны.